# Débit de la Seine à Paris
Pour un article plus général, voir Seine à Paris.
À l'entrée de la ville de Paris, le débit de la Seine vaut la somme des débits de la Seine-amont à Alfortville et de la Marne dans la même localité. Les débits de la Marne ne sont pas observés à cet endroit, mais bien à Gournay-sur-Marne, à très proche distance.

## Débit de la Seine à l'entrée de Paris

### La Marne
Le débit moyen annuel de la Marne, observé durant 34 ans (de 1974 à 2007) à Gournay-sur-Marne, est de 110 m3/s, avec un maximum annuel moyen de 121 m3/s et un minimum annuel moyen de 98,7 m3/s.
Le bassin drainé par la rivière est de 12 680 km2.
Durant cette période de 34 ans, le débit instantané maximal enregistré est de 550 m3/s. 

### La Seine à Alfortville
Le débit annuel moyen de la Seine à Alfortville, mesuré pendant 42 ans de 1966 à 2007, est de 218 m3/s, avec une moyenne annuelle maximale de 236 et minimale de 199 m3/s.
Le bassin drainé par la Seine à cet endroit est de 30 800 km2.
Durant cette période de 42 ans, le débit instantané maximal enregistré est de 1 300 m3/s. 

### Le cumul
Le cumul des deux débits (Marne d'une part, et Seine-amont à Alfortville d'autre part) nous donne avec une grande exactitude la valeur du débit moyen de la Seine à l'entrée de Paris, qui se monte donc à 328 m3/s, et ce pour un bassin versant de 43 500 km2.

## Débit de la Seine à la sortie de Paris - Poissy

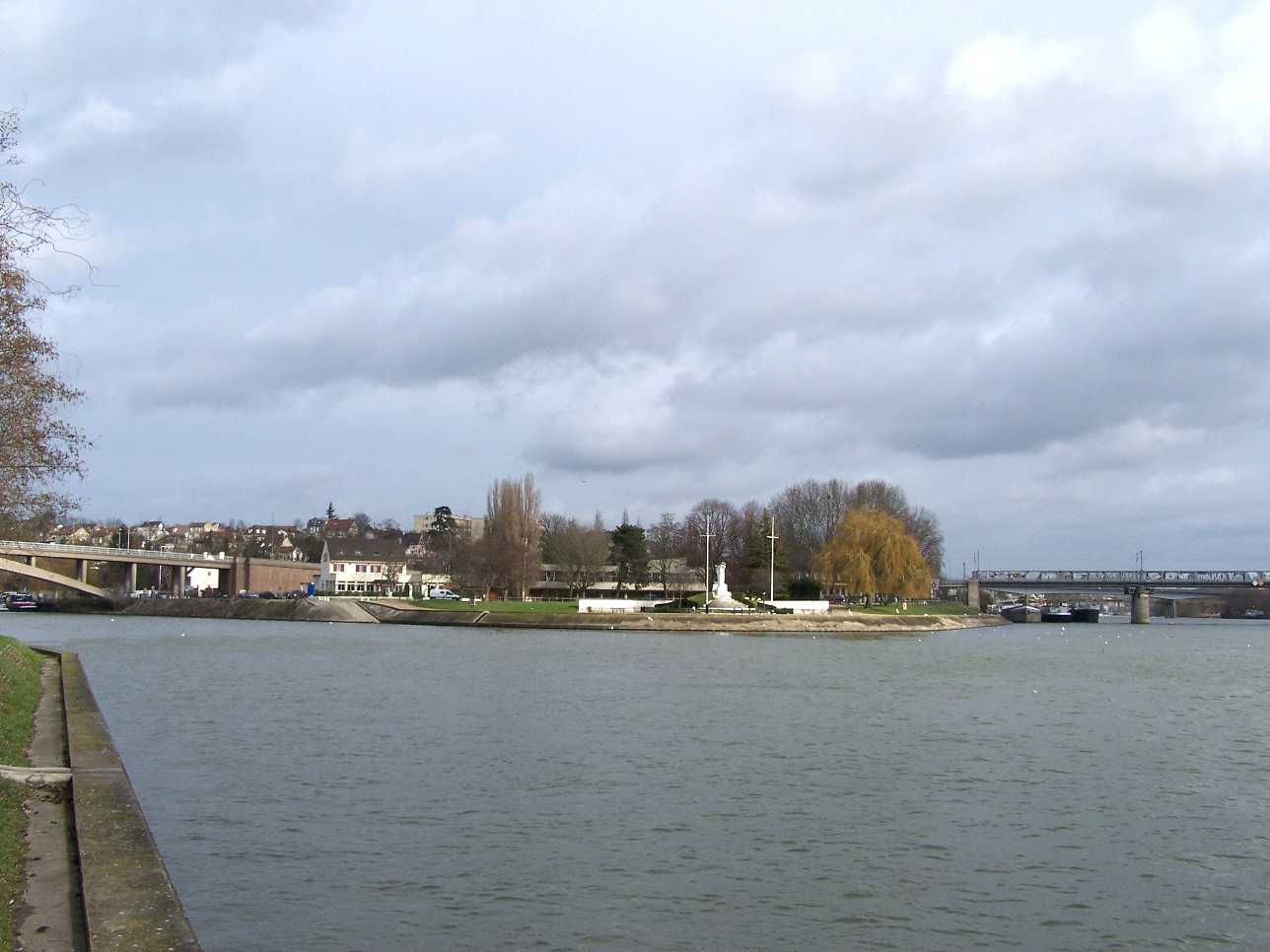
Conflans-Sainte-Honorine : Le confluent de l'Oise avec la Seine. L'Oise à gauche, la Seine à droite.

À Poissy, à l'extrémité aval de l'agglomération parisienne, le bassin versant du fleuve passe à 61 820 km2 dont 16 667 km2 pour l'Oise.

### Débit de l'Oise
La Banque Hydro donne les chiffres du débit de l'Oise à Pont-Sainte-Maxence (bassin versant de 14 200 km2). 
Dans cette localité, sur une période de 48 ans (1960-2007), on a relevé un débit annuel moyen de 109 m3/s, avec une moyenne annuelle maximale de 118 m3/s et minimale de 101 m3/s. 
Mais on ne possède pas les données exactes de débit au confluent de l'Oise avec la Seine (Conflans-Sainte-Honorine). On estime généralement que la partie du bassin de la rivière, située entre Pont-Sainte-Maxence et Conflans-Sainte-Honorine (2 467 km2 soit près de 15 % du bassin, dont 1 200 km2 et 7,82 m3/s de débit pour le seul Thérain, ainsi que 468 km2 et 2,32 m3/s pour la Brêche) voit s'écouler un débit moyen d'au moins 11 à 14 m3/s, ce qui donne, pour la totalité du bassin de l'Oise, un débit moyen d'au moins 120–123 m3/s à son débouché dans la Seine.

### Débit observé à Poissy
À Poissy, le débit moyen annuel de la Seine, observé sur 33 ans (de 1975 à 2007), est de 493 mètres cubes par seconde avec un maximum annuel moyen de 538 m3/s et un minimum annuel moyen de 449 m3/s.
La lame d'eau écoulée dans le bassin est de 252 millimètres annuellement. Le débit spécifique ou Qsp se monte dès lors à 8,0 litres par seconde et par kilomètre carré de bassin. 
Durant cette période de 33 ans, le débit maximal enregistré à Poissy est de 2 100 m3/s, le 16 janvier 1982. La crue la plus importante survenue récemment était de 2 080 m3/s, le 25 mars 2001.

### Le restant
Si l'on cumule les débits moyens de la Marne, de la Seine-amont et de l'Oise, et les superficies de leurs bassins versants, on obtient un total de 458 m3/s pour 60 147 km2. Or le débit moyen de la Seine à Poissy est de 493 m3/s pour un bassin versant de 61 820 km2. Il reste donc 35 m3/s à attribuer, pour une superficie de 1 673 km2. Ce débit est dû pour partie aux petits affluents autres que les grandes rivières citées (dont la Bièvre bien connue des Parisiens de la rive gauche). Une autre partie de ce débit provient en outre des prélèvement opérés dans d'autres bassins et notamment aux dépens de la Vanne dans l'Yonne, de l'Avre en Normandie, etc., ainsi que de prélèvements dans diverses nappes phréatiques. La plus grande partie de ces eaux non évaporées, une fois utilisées sont rejetées dans la Seine (station d'épuration d'Achères environ 20 m3/s) et se retrouvent dès lors dans le fleuve à Poissy.

## Comparatif des débits des principaux cours d'eau du bassin de la Seine
Les données suivantes ont surtout été obtenues via les synthèses publiées par les Directions régionales de l'environnement (DIREN) d'Île-de-France, de Picardie, de Champagne, de Bourgogne, de la région Centre et de la Haute-Normandie, qui gèrent une série de stations hydrométriques réparties sur l'ensemble du bassin versant de la Seine.
Dans le tableau ci-après, différentes mesures d'écoulement et de débit sont rassemblées. Certaines n'ont pas encore pu être obtenues et sont laissées en blanc. Certaines mesures ne sont pas disponibles (l'Aube par exemple). Pour l'Aube, il faut procéder par soustraction pour obtenir une approximation des débits de la rivière, qui se jette dans la Seine entre les stations très proches l'une de l'autre de Méry-sur-Seine et de Pont-sur-Seine.  

### Tableau
| Nom      | Localité          | Débits en m3/s | Débits en m3/s | Débits en m3/s | Débits en m3/s | Débits en m3/s | Débits en m3/s | Débits en m3/s | Cote max.(m) | Maxim. instant. | Maxim. journ. | Lame d'eau (mm) | Surface bassin (km²) |
| Nom      | Localité          | Module         | VCN3 (étiage)  | QIX 2          | QIX 5          | QIX 10         | QIX 20         | QIX 50         | Cote max.(m) | Maxim. instant. | Maxim. journ. | Lame d'eau (mm) | Surface bassin (km²) |
| -------- | ----------------- | -------------- | -------------- | -------------- | -------------- | -------------- | -------------- | -------------- | ------------ | --------------- | ------------- | --------------- | -------------------- |
| Seine    | Poissy            | 493,00         | 81,00          | 1 500          | 1 900          | 2 200          | 2 500          | 2 900          | 22,40        | 2 080           | 2 100         | 252             | 61 820               |
| Seine    | Paris XIIIe       | 310,00         | 52,00          | 1 100          | 1 400          | 1 700          | 1 900          | 2 200          | 5,21         | -               | 1 790         | 224             | 43 800               |
| Seine    | Alfortville       | 218,00         | 43,00          | 710            | 1 000          | 1 200          | 1 400          | 1 600          | 3,12         | 1 050           | 1 300         | 223             | 30 800               |
| Seine    | Pont-s-Seine      | 77,10          | 17,00          | 210            | 280            | 330            | 370            | 430            | 6,28         | 298             | 297           | 278             | 8 760                |
| Aube     | Confluent         | 43,00          |                |                |                |                |                |                |              |                 |               |                 |                      |
| Seine    | Méry-s-Seine      | 32,80          | 3,80           | 110            | 150            | 180            | 210            | 250            | 2,66         | 203             | 214           | 267             | 3 880                |
| Oise     | Pt.Ste-Maxence    | 109,00         | 23,00          | 340            | 470            | 560            | 640            | 750            | 4,51         | 543             | 665           | 243             | 14 200               |
| Aisne    | Trosly-Breuil     | 65,40          | 8,60           | 220            | 310            | 370            | 420            | 500            | 3,69         | 379             | 375           | 260             | 7 940                |
| Oise     | Sempigny          | 34,40          | 5,70           | 120            | 180            | 210            | 250            | 290            | 4,76         | 287             | 278           | 253             | 4 290                |
| Marne    | Gournay-s-M.      | 110,00         | 23,00          | 360            | 450            | 510            | 570            | 650            | 5,66         | 550             | 544           | 274             | 12 660               |
| Yonne    | Courlon           | 92,70          | 14,00          | 430            | 600            | 710            | 820            | 960            | 4,04         | 750             | 726           | 274             | 10 700               |
| Eure     | Louviers          | 26,20          | 11,00          | 62             | 83             | 96             | 110            | 130            | 2,22         | 139             | 140           | 138             | 5 935                |
| Iton     | Normanville       | 3,81           | 1,70           | 8              | 9,9            | 11             | 12             | 14             | 1,41         | 17,9            | 17,1          | 117             | 1 031                |
| Loing    | Épisy             | 19,50          | 3,20           | 99             | 150            | 190            | 220            | 270            | 3,47         | 315             | 296           | 149             | 3 900                |
| Risle    | Pont-Authou       | 12,10          | 4,40           | 42             | 58             | 68             | 78             | 92             | 1,75         | 115             | 87            | 212             | 1 800                |
| Armançon | Brienon           | 29,70          | 1,90           | 200            | 280            | 340            | 390            | 460            | 4,49         | 349             | 338           | 315             | 2 990                |
| Serein   | Chablis           | 7,74           | 0,12           | 68             | 100            | 120            | 140            | 170            | 3,64         | 146             | 114           | 219             | 1 115                |
| Cure     | Arcy-sur-Cure     | 16,00          | 1,30           | 110            | 150            | 180            | 200            | 240            | 3,15         | 257             | 214           | 429             | 1 180                |
| Saulx    | Vitry-en-Perthois | 25,70          | 1,70           | 140            | 200            | 230            | 260            | 300            | 4,17         | 278             | 273           | 387             | 2 100                |
| Epte     | Fourges           | 9,31           | 3,50           | 25             | 33             | 38             | 43             | 50             | 2,03         | 50,7            | 48,8          | 210             | 1 403                |
| Andelle  | Confluent         | 7,20           |                |                |                |                |                |                |              |                 |               |                 |                      |
| Orge     | Morsang           | 3,90           | 1,10           | 23             | 30             | 34             | 38             | 44             | 2,76         | 41,2            | 39,1          | 133             | 922                  |
| Essonne  | Ballancourt       | 8,42           | 4,00           | 13             | 17             | 19             | 22             | 25             | 1,10         | 24,7            | 24,3          | 142             | 1 870                |
| Thérain  | Maysel            | 7,82           | 2,60           | 17             | 22             | 25             | 28             | 32             | 1,58         | 35,7            | 35,6          | 206             | 1 200                |
| Serre    | Nouvion           | 13,20          | 3,30           | 38             | 51             | 59             | 68             | 78             | 2,63         | 96,4            | 89            | 255             | 1 630                |
|          | Localité          | Module         | VCN3 (étiage)  | QIX 2          | QIX 5          | QIX 10         | QIX 20         | QIX 50         | Côte max.(m) | Maxim. instant. | Maxim. journ. | Lame d'eau (mm) | Surface bassin (km²) |